# Al-Riyadh Football Club
Maillots
Le Al-Riyadh Football Club (en arabe : نادي الرياض السعودي), plus couramment abrégé en Al-Riyadh FC, est un club saoudien de football fondé en 1953 et basé à Riyad, la capitale du pays.

## Histoire

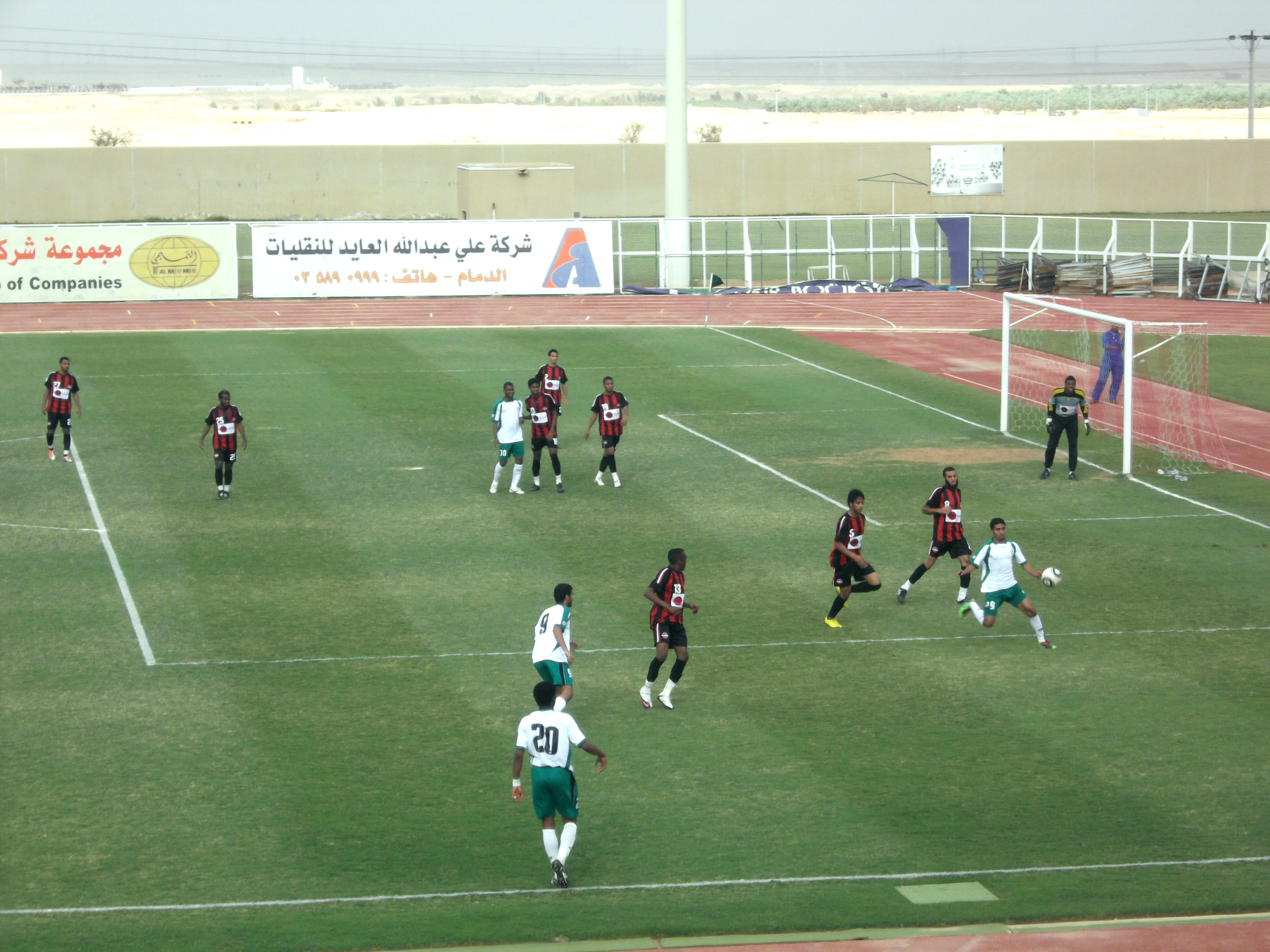
Match entre Al Najma et Al Riyadh lors du championnat 2010-11.

## Palmarès
| Compétitions nationales | Compétitions internationales             |
| --- | ---------------------------------------- |
| - Championnat d'Arabie saoudite : - Vice-champion : 1993-94. - Championnat d'Arabie saoudite D2 (2) : - Champion : 1977-78 et 1988-89. - Vice-champion : 1979-80 et 1982-83. - Coupe d'Arabie saoudite (1) : - Vainqueur : 1993-94. - Finaliste : 1994-95 et 1997-98. - Coupe du Roi des champions d'Arabie saoudite : - Finaliste : 1962 et 1978. | - Supercoupe arabe : - Finaliste : 1997. |

## Entraîneurs du club
- Sabri Lamouchi